# 艾莉森·克勞絲
艾莉森·克勞絲（1971年7月23日—），生於伊利諾州迪凱特，美國藍草和鄉村歌手與民謠小提琴家。她在極幼時便投身音樂界，十歲時於地方比賽中勝出，十四歲時首度錄製唱片。1985年，克勞絲與Rounder唱片簽約，並於1987年發行首張個人專輯。1989年，她受邀加入樂團「艾莉森·克勞絲與聯合車站」（英文：Alison Krauss and Union Station，簡稱AKUS），隨後以樂團身分發行了首張專輯，並在團演出至今。
克勞絲發行了十一張專輯，參與演出眾多原聲帶，亦對美國藍草音樂復興貢獻良多。她的原聲帶作品獲得不少佳評，包括曾獲葛萊美獎、公認成功掀起對美國藍草音樂關注的《霹靂高手》原聲帶，以及《冷山》原聲帶，克勞絲並以此而登上第76屆奧斯卡金像獎舞台演奏。截至目前，艾莉森共27次斬獲格萊美音樂獎，是獲該獎次數最多的女歌手，與昆西·瓊斯並列排在所有歌手中第二位(僅次於喬治·索爾蒂)。

## 生平
艾莉森·克勞絲出生於伊利諾州迪凱特，後於香檳長大，父母親都是密西西比州哥倫布人。她在五歲時開始學習古典小提琴，但很快的轉意改學藍草。克勞絲曾說，她會喜歡上音樂是因為「（我的）母親想為我找些有趣的事做」並「試圖讓我融入音樂、以及藝術與體育之中」。八歲時，她開始參加當地的歌唱比賽，並以十歲之齡自己組了樂團。十三歲時，她在胡桃谷音樂節奪得小提琴冠軍，美國藍草推廣協會因而稱她為中西部最有前途的小提琴手。

## 外部連結
- 官方網站 （页面存档备份，存于）
- Rounder唱片網站－艾莉森·克勞絲
- AlisonKraussMusic.com
- 艾莉森·克勞絲 （页面存档备份，存于）於Allmusic資料庫
- 艾莉森·克勞絲在MusicBrainz上的頁面（英文）
- 艾莉森·克勞絲在互联网电影资料库（IMDb）上的資料（英文）

| 獎項                      | 獎項                                            | 獎項                      |
| ------------------------- | ----------------------------------------------- | ------------------------- |
| 前任者： 佩蒂·葛瑞芬      | AMA年度專輯 (歌手) 2008 與羅伯特·普蘭特同時在任 | 繼任者： 巴弟 & 朱莉·米勒 |
| 前任者： 亞維特兄弟合唱團 | AMA年度演唱組合 2008 與羅伯特·普蘭特同時在任    | 繼任者： 巴弟 & 朱莉·米勒 |